# Заозерне (Краснознаменський район)
Заозерне (рос. Заозерное) — селище Краснознаменського району, Калінінградської області Росії. Входить до складу Краснознаменського міського округу.
Населення — 11 осіб (2015 рік).

## Населення
| 2002 | 2010 |
| ---- | ---- |
| 6    | ↗11  |